# Wakefield (Nebraska)
Wakefield – miasto w Stanach Zjednoczonych, w stanie Nebraska, w hrabstwie Dixon.